# 和光市
和光市（日语：／ Wakō shi */?）是日本埼玉縣南部的城市，人口約8萬1千人。和光市是近十年來埼玉縣內人口成長率最高的市，也是全日本人口成長最快的10個市之一。

## 産業
- 本田技研工業和光本社

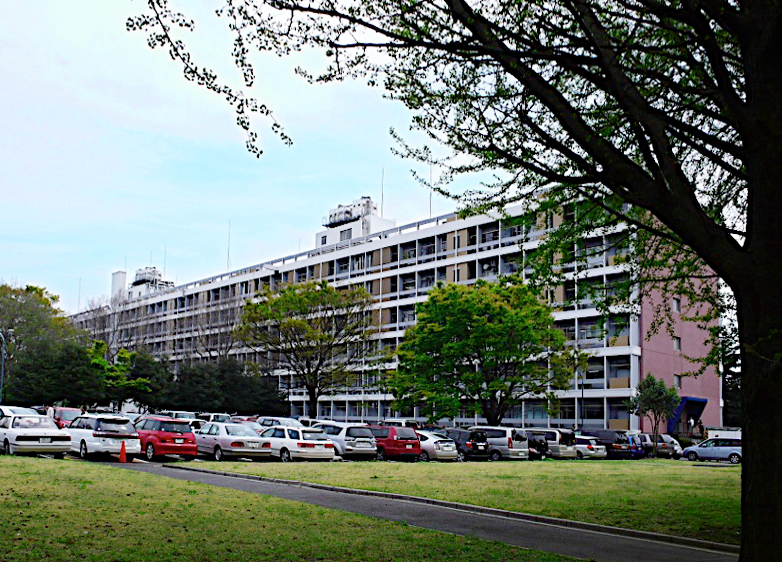
理化学研究所總部的研究本館

- 本田技術研究所本社・和光研究所・和光基礎技術研究中心・和光西研究所
- 理化学研究所

## 交通

### 公路
高速公路
- 東京外環自動車道（和光IC）

一般國道
- 國道254號（川越街道）

### 鐵路
東武東上本線與東京地下鐵有樂町線、副都心線的和光市站是該市唯一的鐵路車站。另外，市內的都縣界線以及與朝霞市的市界附近，也可使用市外的成增站、地下鐵成增站、西高島平站、光丘站和朝霞站。

## 姊妹市・友好市

### 海外
- 美國華盛頓州長景市

### 国内
友好都市
- 長野縣佐久市
- 栃木縣那須烏山市
- 新潟縣十日町市